# Raymond Vogel (réalisateur)
Pour les articles homonymes, voir Vogel.
Raymond Vogel est un réalisateur français né à Bâle le 7 janvier 1927 et mort à Saint-Cloud le 3 avril 1995. 

## Filmographie (courts métrages)
- 1950 : participe au tournage de Afrique 50  de René Vautier[2]
- 1951 : Terre tunisienne (coréalisateur : Jean-Jacques Sirkis)
- 1953 : D'autres sont seuls au monde (réalisation collective)
- 1956 : Marche française (coréalisateur : Henri Fabiani)
- 1958 : La Mer et les jours (avec la collaboration d'Alain Kaminker)
- 1958 : Le siècle a soif